# 国富町立本庄中学校
国富町立本庄中学校（くにとみちょうりつ ほんじょうちゅうがっこう）は、宮崎県東諸県郡国富町大字本庄にある公立の中学校。

## 概要
歴史
1947年（昭和22年）の学制改革により、新制中学校として創立。現校名となったのは1956年（昭和31年）。2022年（令和4年）に創立75周年を迎えた。
校訓
「時を守り」「場を浄め」「礼を正す」
校章
中央に校名の略称である「本中」の文字（縦書き）を配している。
校歌
作詞は谷村博武、作曲は海老原直による。歌詞は3番まであり、各番の歌詞中に校名の「本庄」が登場する。
生徒・学級・職員数
（2020年（令和2年）4月1日現在）
- 生徒 - 240名
- 学級 - 9（通常学級7、特別支援学級2）
- 職員 - 24名

通学区域
- 国富町立本庄小学校区
- 国富町立森永小学校区[1]

## 沿革
- 1947年（昭和22年）5月8日[2] - 学制改革（六・三制の実施）により、新制中学校「本庄町立本庄中学校」が開校。当初は本庄町立本庄小学校の校舎を間借りする形で授業を実施。
- 1948年（昭和23年）から1951年（昭和26年）の間 - 独立校舎が完成。
- 1956年（昭和31年）9月30日 - 国富町の発足に伴い、「国富町立本庄中学校」（現校名）となる。

## 制服
男子
- 冬服 - 標準的な学生服上下
- 夏服 - カッターシャツ、スラックス

女子
- 冬服 - セーラー服上下
- 夏服 - カッターシャツ、スカート - 2022年（令和4年）度より、スカートとズボンを個人で選択可能になった。

## 部活動
運動部
- 軟式野球部
- サッカー部
- ソフトテニス部（男・女）
- バスケットボール部（男・女）
- 女子バレーボール部
- 剣道部

文化部
- 音楽部

## 著名な出身者
- 川越達也（シェフ）
- 杉尾宗紀（NHKアナウンサー）
- 松尾昭彦（ミュージシャン）

## 交通アクセス
最寄りのバス停留所
- 宮崎交通 綾線「十日町」バス停下車

最寄りの幹線道路
- 宮崎県道26号宮崎須木線

## 周辺
- 国富町役場
- 国富町立図書館
- 国富町運動公園
- 国富町商工会
- 綾川土地改良区
- 国富町立本庄小学校
- 宮崎県立本庄高等学校
- 国富郵便局
- 宮崎銀行国富支店
- 本庄変電所
- 本庄川
- 深年川